# Boutervilliers
Boutervilliers là một xã ở tỉnh Essonne trong vùng Île-de-France nước Pháp
Theo điều tra dân số năm 1999, dân số xã này là 293.
Danh xưng cư dân địa phương Boutervilliers trong tiếng Pháp là Boutervillierais.